# Jules Bianchi
Jules Bianchi (3. srpna 1989 Nice, Francie – 17. července 2015 Nice, Francie) byl francouzský automobilový závodník, pilot Formule 1. Byl vnukem Maura Bianchiho a prasynovcem Luciena Bianchiho. Havaroval při Grand Prix Japonska, kde narazil po ztrátě kontroly nad svým monopostem do jeřábu, který odklízel havarovaný vůz Adriana Sutila. Stal se tak prvním jezdcem, který zemřel na následky nehody v závodě Formule 1 od smrti Ayrtona Senny v roce 1994.

## Kariéra

### Formule Renault 2.0
V roce 2007 opustil motokáry a zamířil do šampionátu Francouzská Formule Renault 2.0, který vyhrál.

### Formule 3
Podepsal smlouvu v sérii Formule 3 Euro s týmem ART Grand Prix na konci roku 2007. V roce 2008 vyhrál Formule 3 Masters na okruhu v Zolderu. Dále pokračoval ve Formule 3 Euro i v roce 2009. Za sezónu získal osm vítězství s týmem ART Grand Prix a stal se šampionem.

### GP2
I nadále pokračoval v barvách francouzského týmu ART Grand Prix, ale v sérii GP2. Sezonu 2010 započal sérií GP2 Asia, kde odjel tři podniky ze čtyř. V hlavní sérii (kterou už odjel celou, nestartoval pouze na Maďarském sprintu kvůli zranění) při svém debutu stál několikrát na stupních vítězů, v Monaku dojel třetí, ve Valencii druhý, na Silverstone druhý a v italské Monze druhý. Celkově skončil v roce 2010 třetí s 52 body. I v roce 2011 zůstal věrný týmu ART (tým změnil jméno na Lotus ART). Hned na hlavním a úvodním závodě v Turecku si vybojoval třetí místo, další stupně vítězů získal až ve Spojeném království, kde zvítězil. V Německu dojel ve sprintu druhý, v Belgii v obou závodech druhý a z Monzy si odvezl třetí místo ze sprintu. Na konci sezony skončil opět třetí s 53 body.

### Formule Renault 3.5
Po roce 2011 změnil sérii i tým Formule Renault 3.5 a jeho zaměstnavatelem se stal tým Tech 1 Racing, jeho týmovým kolegou mu byl Estonec Kevin Korjus. V tomto týmu zvítězil na Nürburgringu, v Silverstone a na okruhu Paul Ricard, druhá místa získal v Monaku, Belgii a Moskvě. Třetí místa v Anglii a Maďarsku. To mu vše pomohlo ke konečným 185 bodům a druhé místu v konečném celkovém pořadí šampionátu.

### Formule 1
V srpnu 2009 se spekulovalo o tom, že nahradí zraněného Felipe Massu, kterého nakonec nahradil Luca Badoer a poté Giancarlo Fisichella. Nakonec se stal mimo jiné členem jezdecké akademie Scuderia Ferrari spolu s Danielem Zempirem, Mirkem Bortolottim, Raffaele Marciellem a o něco později se k nim přidal i Sergio Pérez. V sezonách 2010–2011 byl rezervním jezdcem Scuderia Ferrari. V roce 2012 testoval u týmu Force India s vyhlídkami na uvolněné místo ve Formuli 1.

### 2013
Kvůli nesplnění závazků ze strany sponzorů Luize Razii byl oznámen jako druhý jezdec týmu Marussia. V Austrálii skončil na 15. místě před svým týmovým kolegou Maxem Chiltonem se ztrátou jednoho kola na Kimiho Räikkönena.

### 2014
Ve velké ceně Monaka dojel na 8. místě, kvůli penalizaci si však o jedno místo pohoršil (na 9. místo). Byly to první body pro stáj Marussia v jejím působení v Formuli 1. Ve velké ceně Japonska měl vážnou nehodu, když se střetl s mobilním jeřábem, který odklízel jiný havarovaný vůz. Byl v bezvědomí převezen do nemocnice v Jokkaiči, kde byl operován. Po sedmi týdnech byl převezen do nemocnice v Nice do rodné Francie. Podle lékařů utrpěl difuzní axonální poranění mozku, dýchal sám a jeho orgány fungovaly bez podpory přístrojů, ale vědomí do své smrti již nenabyl.

### Shrnutí kariéry
| Sezona  | Série                           | Tým                | Závody           | Vítězství        | Pole             | Nejrychlejší kola | Podia            | Body             | Pozice           |
| ------- | ------------------------------- | ------------------ | ---------------- | ---------------- | ---------------- | ----------------- | ---------------- | ---------------- | ---------------- |
| 2007    | Francouzská Formule Renault 2.0 | SG Formula         | 13               | 5                | 5                | 10                | 11               | 172              | 1                |
| 2007    | Eurocup Formule Renault 2.0     | SG Formula         | 8                | 0                | 1                | 1                 | 0                | 4                | 22               |
| 2008    | Formule 3 Euro                  | ART Grand Prix     | 20               | 2                | 2                | 2                 | 7                | 47               | 3                |
| 2008    | Macau Grand Prix                | ART Grand Prix     | 1                | 0                | 0                | 0                 | 0                | –                | 9                |
| 2008    | Formule 3 Masters               | ART Grand Prix     | 1                | 1                | 0                | 0                 | 1                | –                | 1                |
| 2009    | Formula 3 Euro                  | ART Grand Prix     | 20               | 9                | 6                | 7                 | 12               | 114              | 1                |
| 2009    | Britská Formule 3               | ART Grand Prix     | 4                | 0                | 2                | 2                 | 3                | 0                | Neklasifikován   |
| 2009    | Macau Grand Prix                | ART Grand Prix     | 1                | 0                | 0                | 0                 | 0                | –                | 10               |
| 2009    | Formule Renault 3.5             | SG Formula         | 1                | 0                | 0                | 0                 | 0                | 0                | Neklasifikován   |
| 2009–10 | GP2 Asia                        | ART Grand Prix     | 6                | 0                | 1                | 2                 | 1                | 8                | 12               |
| 2010    | GP2                             | ART Grand Prix     | 20               | 0                | 3                | 1                 | 4                | 52               | 3                |
| 2011    | GP2                             | Lotus ART          | 18               | 1                | 1                | 0                 | 6                | 53               | 3                |
| 2011    | GP2 Asia                        | Lotus ART          | 4                | 1                | 0                | 1                 | 2                | 18               | 2                |
| 2011    | Formule 1                       | Scuderia Ferrari   | Testovací jezdec | Testovací jezdec | Testovací jezdec | Testovací jezdec  | Testovací jezdec | Testovací jezdec | Testovací jezdec |
| 2012    | Formule Renault 3.5             | Tech 1 Racing      | 17               | 3                | 5                | 7                 | 8                | 185              | 2                |
| 2012    | Formule 1                       | Sahara Force India | Testovací jezdec | Testovací jezdec | Testovací jezdec | Testovací jezdec  | Testovací jezdec | Testovací jezdec | Testovací jezdec |

### Kompletní výsledky ve Formule 3 Euro
| Rok  | Účastník       | Šasi             | Motor    | 1          | 2         | 3       | 4        | 5         | 6        | 7         | 8       | 9       | 10      | 11      | 12      | 13        | 14        | 15        | 16      | 17      | 18       | 19       | 20       | DC | Body |
| ---- | -------------- | ---------------- | -------- | ---------- | --------- | ------- | -------- | --------- | -------- | --------- | ------- | ------- | ------- | ------- | ------- | --------- | --------- | --------- | ------- | ------- | -------- | -------- | -------- | -- | ---- |
| 2008 | ART Grand Prix | Dallara F308/049 | Mercedes | HOC1 1 Ret | HOC1 2 13 | MUG 1 3 | MUG 2 4  | PAU 1 Ret | PAU 2 26 | NOR 1 Ret | NOR 2 9 | ZAN 1 3 | ZAN 2 9 | NÜR 1 2 | NÜR 2 3 | BRH 1 22  | BRH 2 18  | CAT 1 Ret | CAT 2 3 | BUG 1 1 | BUG 2 17 | HOC2 1 7 | HOC2 2 1 | 3  | 47   |
| 2009 | ART Grand Prix | Dallara F308     | Mercedes | HOC1 1 5   | HOC1 2 3  | MUG 1 1 | MUG 2 14 | PAU 1 1   | PAU 2 3  | NOR 1 1   | NOR 2 1 | ZAN 1 1 | ZAN 2 6 | NÜR 1 1 | NÜR 2 5 | BRH 1 Ret | BRH 2 Ret | CAT 1 1   | CAT 2 5 | BUG 1 2 | BUG 2 1  | HOC2 1 1 | HOC2 2 7 | 1  | 114  |

### Kompletní výsledky ve Formuli Renault 3.5
| Rok  | Tým                  | 1         | 2        | 3       | 4       | 5         | 6       | 7        | 8       | 9       | 10      | 11      | 12      | 13      | 14      | 15      | 16      | 17        | Poz            | Body |
| ---- | -------------------- | --------- | -------- | ------- | ------- | --------- | ------- | -------- | ------- | ------- | ------- | ------- | ------- | ------- | ------- | ------- | ------- | --------- | -------------- | ---- |
| 2009 | KMP Group/SG Formula | CAT 1     | CAT 2    | SPA 1   | SPA 2   | MON 1 Ret | HUN 1   | HUN 2    | SIL 1   | SIL 2   | BUG 1   | BUG 2   | ALG 1   | ALG 2   | NÜR 1   | NÜR 2   | ALC 1   | ALC 2     | Neklasifikován | 0    |
| 2012 | Tech 1 Racing        | ALC 1 DSQ | ALC 2 13 | MON 1 2 | SPA 1 2 | SPA 2 17  | NÜR 1 1 | NÜR 2 12 | MOS 1 2 | MOS 2 7 | SIL 1 1 | SIL 2 3 | HUN 1 3 | HUN 2 9 | LEC 1 4 | LEC 2 1 | CAT 1 7 | CAT 2 Ret | 2              | 185  |

### Kompletní výsledky v GP2
| Rok  | Účastník       | 1           | 2          | 3         | 4           | 5           | 6          | 7           | 8           | 9         | 10        | 11        | 12        | 13          | 14          | 15         | 16          | 17        | 18        | 19         | 20        | DC | Body |
| ---- | -------------- | ----------- | ---------- | --------- | ----------- | ----------- | ---------- | ----------- | ----------- | --------- | --------- | --------- | --------- | ----------- | ----------- | ---------- | ----------- | --------- | --------- | ---------- | --------- | -- | ---- |
| 2010 | ART Grand Prix | ESP FEA Ret | ESP SPR 12 | MON FEA 4 | MON SPR 3   | TUR FEA Ret | TUR SPR 13 | VAL FEA 2   | VAL SPR Ret | GBR FEA 2 | GBR SPR 5 | GER FEA 5 | GER SPR 4 | HUN FEA Ret | HUN SPR DNS | BEL FEA 14 | BEL SPR Ret | ITA FEA 2 | ITA SPR 4 | ABU FEA 18 | ABU SPR 7 | 3  | 52   |
| 2011 | Lotus ART      | TUR FEA 3   | TUR SPR 7  | ESP FEA 7 | ESP SPR Ret | MON FEA Ret | MON SPR 19 | VAL FEA Ret | VAL SPR 7   | GBR FEA 1 | GBR SPR 5 | GER FEA 4 | GER SPR 2 | HUN FEA 7   | HUN SPR 6   | BEL FEA 2  | BEL SPR 2   | ITA FEA 8 | ITA SPR 3 |            |           | 3  | 53   |

#### Kompletní výsledky v GP2 Asia
| Rok     | Účastník       | 1         | 2         | 3          | 4           | 5           | 6           | 7           | 8            | DC | Points |
| ------- | -------------- | --------- | --------- | ---------- | ----------- | ----------- | ----------- | ----------- | ------------ | -- | ------ |
| 2009–10 | ART Grand Prix | ABU1 FEA  | ABU1 SPR  | ABU2 FEA 3 | ABU2 SPR 7  | BHR1 FEA 10 | BHR1 SPR NC | BHR2 FEA 10 | BHR2 SPR Ret | 12 | 8      |
| 2011    | Lotus ART      | ABU FEA 1 | ABU SPR 8 | ITA FEA 3  | ITA SPR Ret |             |             |             |              | 2  | 18     |

## Kompletní výsledky ve Formuli 1
| Legenda k tabulce | Legenda k tabulce                                                                       |
| Barva             | Výsledek                                                                                |
| ----------------- | --------------------------------------------------------------------------------------- |
| Zlatá             | Vítěz                                                                                   |
| Stříbrná          | 2. místo                                                                                |
| Bronzová          | 3. místo                                                                                |
| Zelená            | Bodované umístění                                                                       |
| Modrá             | Nebodované umístění                                                                     |
| Modrá             | Dokončil neklasifikován (NC)                                                            |
| Fialová           | Odstoupil (Ret)                                                                         |
| Červená           | Nekvalifikoval se (DNQ)                                                                 |
| Červená           | Nepředkvalifikoval se (DNPQ)                                                            |
| Černá             | Diskvalifikován (DSQ)                                                                   |
| Bílá              | Nestartoval (DNS)                                                                       |
| Bílá              | Závod zrušen (C)                                                                        |
| Světle modrá      | Pouze trénoval (PO)                                                                     |
| Světle modrá      | Páteční testovací jezdec (TD)                                                           |
| Bez barvy         | Netrénoval (DNP)                                                                        |
| Bez barvy         | Vyřazen (EX)                                                                            |
| Bez barvy         | Nepřijel (DNA)                                                                          |
| Bez barvy         | Odvolal účast (WD)                                                                      |
| Bez barvy         | Nezúčastnil se (prázdné)                                                                |
| Označení          | Význam                                                                                  |
| Tučnost           | Pole position                                                                           |
| Kurzíva           | Nejrychlejší kolo                                                                       |
| †                 | Jezdec nedojel do cíle, ale byl klasifikován, protože odjel více než 90 % délky závodu. |
| ‡                 | Byl udělován poloviční počet bodů, protože bylo odjeto méně než 75 % délky závodu.      |
| Horní index       | Umístění bodujících jezdců ve sprintu                                                   |

| Rok  | Tým                        | Šasi              | Motor                   | 1      | 2       | 3      | 4      | 5      | 6       | 7       | 8      | 9       | 10     | 11     | 12      | 13     | 14     | 15      | 16     | 17     | 18     | 19     | 20  | Body | Umístění  |
| ---- | -------------------------- | ----------------- | ----------------------- | ------ | ------- | ------ | ------ | ------ | ------- | ------- | ------ | ------- | ------ | ------ | ------- | ------ | ------ | ------- | ------ | ------ | ------ | ------ | --- | ---- | --------- |
| 2012 | Sahara Force India F1 Team | Force India VJM05 | Mercedes FO 108Z 2.4 V8 | AUS    | MAL     | CHN TD | BHR    | ESP TD | MON     | CAN     | EUR TD | GBR TD  | GER TD | HUN TD | BEL     | ITA TD | SIN    | JPN     | KOR TD | IND    | ABU TD | USA    | BRA | –    | –         |
| 2013 | Marussia F1 Team           | Marussia MR02     | Cosworth CA2013 V8      | AUS 15 | MAL 13  | CHN 15 | BHR 19 | ESP 18 | MON Ret | CAN 17  | GBR 16 | GER Ret | HUN 16 | BEL 18 | ITA 19  | SIN 18 | KOR 16 | JPN Ret | IND 18 | ABU 20 | USA 18 | BRA 17 |     | 0    | 19. místo |
| 2014 | Marussia F1 Team           | Marussia MR03     | Ferrari 059/3 1.6 V6 t  | AUS NC | MAL Ret | BHR 16 | CHN 17 | ESP 18 | MON 9   | CAN Ret | AUT 15 | GBR 14  | GER 15 | HUN 15 | BEL 18† | ITA 18 | SIN 16 | JPN 20† | RUS    | USA    | BRA    | ABU    |     | 2    | 17. místo |